# Stefan Baraud
Stefan Christopher Dion Baraud (* 6. Januar 1975) ist ein ehemaliger Radrennfahrer der Cayman Islands. 

## Karriere
Er nahm an den Olympischen Sommerspielen 1992 in Barcelona und 1996 in Atlanta teil. 1992 verpasste er beim Straßenrennen ebenso die Zieleinkunft wie vier Jahre darauf. Beim Mannschaftszeitfahren erreichte er 1992 den 24. Platz.
Außerdem trat Baraud bei den Commonwealth Games 1998 für die Cayman Islands auf der Bahn an. Im Sprint belegte er Rang 15, im Punkterennen Rang 20 und im 1000-Meter-Zeitfahren Rang 17.